# Concepción, Corrientes
Concepción är en kommunhuvudort i Argentina.   Den ligger i provinsen Corrientes, i den nordöstra delen av landet, 700 km norr om huvudstaden Buenos Aires. Concepción ligger 67 meter över havet och antalet invånare är 4 800.
Terrängen runt Concepción är mycket platt. Runt Concepción är det mycket glesbefolkat, med 4 invånare per kvadratkilometer..
Trakten runt Concepción består i huvudsak av gräsmarker.